# Федичева, Калерия Ивановна
Кале́рия Ива́новна Фе́дичева (20 июля 1936, посёлок Усть-Ижора Ленинградской области, СССР — 18 октября 1994, Нью-Йорк, США) — русская советская балерина, балетный педагог, балетмейстер. Народная артистка РСФСР (1967).

## Биография
Калерия Ивановна Федичева родилась 20 июля 1936 года  в посёлке Усть-Ижора Ленинградской области в семье, далёкой от мира искусства. Балетом заинтересовалась самостоятельно, после того, как в детстве посмотрела балет «Щелкунчик».   Без согласования с родственниками поступила в Ленинградское  хореографическое училище, попав  в экспериментальный класс с шестилетним обучением, где её  педагогами стали В. П. Мей и Л. М. Тюнтина. Среди номеров, исполненных Федичевой  в училище, было па-де-де принцессы Флорины и Голубой Птицы из балета «Спящая красавица», а на выпускном спектакле  танцевала  па-де-де Одиллии и принца Зигфрида из балета «Лебединое озеро».
Сразу же после окончания хореографического училища в 1955 году  Федичева  была принята в балетную труппу театра ЛАТОБ им. С. М. Кирова, в котором танцевала до 1974 года. Начинала в кордебалете, затем выступила в лебедях в балете «Лебединое озеро»  и одной из фрейлин в балете «Спящая красавица».   Первыми главными партиями  в театре стали Хозяйка Медной горы в балете «Каменный цветок» и Одетта—Одиллия в балете «Лебединое озеро».
Быстро завоевав положение солистки, Федичева стала одной из ведущих балерин театра.   Среди других крупных работ  Федичевой —  главные партии в балетах «Раймонда», «Баядерка», «Дон Кихот», «Лауренсия», «Легенда о любви» (Мехменэ-Бану),  «Спартак» (Эгина), «Бахчисарайский фонтан» (Зарема).
Характерные черты исполнительской манеры Федичевой — широта, смелость, размах, недюжинный сценический темперамент, романтическая приподнятость. У балерины  хорошие природные данные — большой шаг, высокий прыжок, стремительное, энергичное вращение, её танец пластичен, масштабен, технически совершенен.  Федичевой близки натуры волевые, энергичные, целеустремлённые. Своих героинь актриса наделяет этими же свойствами характера .

Динамика, присущая танцу Федичевой, была особенно выигрышна в современном репертуаре, и прежде всего там, где преобладала героическая патетика; героини Федичевой были призваны сметать всё на своём пути, наслаждаясь и самим процессом борьбы, и результатами её. К лучшим созданиям Федичевой принадлежат партии Девушки и Лауренсии. Федичева тяготела к характерам темпераментным, масштабным. Иногда ей удавались и драматические  образы, но драматическое истолковывалось актрисой чаще как преодоление внешних препятствий, требовавших одержимости и напора, а не внутренней, психологической борьбы.— А. Соколов-Каминский
Большой удачей  Федичевой стали партии в балетах балетмейстера Игоря Бельского: в балете «Берег надежды» она стала первой исполнительницей вариации «Отчаяние», а в балете «Ленинградская симфония»  стала одной из первых исполнительниц главной партии Девушки.  Балетмейстер Бельский, говоря о работе с балериной Федичевой,  отмечал, что танцовщица нередко очень помогает постановщику, быстро схватывая и запоминая танцевальный материал, музыкальность даёт ей возможность преодолеть трудности и полюбить композитора.
Партнёрами по сцене Федичевой выступали выдающиеся танцовщики своего времени Юрий Соловьёв, Сергей Викулов, Валерий Панов, Олег Соколов, Геннадий Селюцкий, Джон Марковский,  и др.  В составе  труппы театра ЛАТОБ им. С. М. Кирова Федичева  гастролировала за рубежом, и её искусство способствовало успеху ленинградского балета. Например, 14 сентября 1961 года, когда театр ЛАТОБ им. С. М. Кирова впервые представил в США балет «Баядерка», показав акт «Тени», Федичева исполняла главную партию Никии (в дуэте с Викуловым) на сцене театра «Метрополитен-опера».
В 1964 году снималась в партии Феи Смелости в фильме-балете «Спящая красавица» (киностудия «Ленфильм», режиссёры А. Дудко и К. Сергеев). В 1966 году  снималась в документальных  фильмах, посвящённых искусству мастеров ленинградского  балета: «Ленинградский балет» (док. фильм) и «Симфония фонтанов» (фильм-концерт).
В 1976 году эмигрировала в США и присоединилась к своему мужу —  американскому танцовщику  Мартину Фридману. Работала педагогом  в частной студии, балетмейстером и построила здание балетной школы.
Скончалась от рака 18 октября 1994 года в Нью-Йорке.

## Репертуар[1][2][3]
Балетные партии
- «Лебединое озеро» П. И. Чайковского, хореография М. Петипа и Л. Иванова в редакции Ф. В. Лопухова  — Одетта—Одиллия
- «Спящая красавица» П. И. Чайковского, хореография М. Петипа  — Фея Сирени, Фея  Смелости
- «Раймонда» А. К. Глазунова, хореография М. Петипа в редакции К. М. Сергеева   — Раймонда
- «Баядерка» Л. Минкуса, хореография М. Петипа в редакции В. И. Пономарёва и В. М. Чабукиани  — Никия, Гамзатти
- «Дон Кихот» Л. Минкуса — Китри, Повелительница Дриад
- «Жизель» А. Адана — Мирта
- «Каменный цветок» С. С. Прокофьева, хореография Ю. Н. Григоровича — Хозяйка Медной горы
- «Лауренсия» А. А. Крейна, хореография В. М. Чабукиани — Лауренсия
- «Спартак» А. И. Хачатуряна, хореография Л. В. Якобсона  — Эгина
- «Легенда о любви» А. Меликова — Мехменэ-Бану
- «Бахчисарайский фонтан» Б. В. Асафьева, хореография Р. В. Захарова — Зарема
- «Маскарад» Л. А. Лапутина, хореография Б. А. Фенстера — Баронесса Штраль
- «Медный всадник» Р. М. Глиэра — Царица бала
- «Тропою грома» К. Караева — Сари
- «Отелло» А. Д. Мачавариани, хореография В. М. Чабукиани — Куртизанка
- «Вальпургиева ночь» из оперы «Фауст» Ш. Гуно, хореография Л. М. Лавровского — Вакханка
- «Сотворение мира» А. П. Петрова — Чертовка
- «Золушка» С. С. Прокофьева — Злюка
- «Египетские ночи» А. С. Аренского — Береника
- «Далёкая планета» Б. С. Майзеля, хореография К. М. Сергеева  — Земля
- 1961 — «Ленинградская симфония» Д. Д. Шостаковича,  хореография И. Д. Бельского — Девушка (была в числе первых исполнительниц)
- 1968 — «Горянка» М. М. Кажлаева, хореография О. М. Виноградова — Асият (была второй исполнительницей)

Первая исполнительница
- 16 апреля 1959 — «Берег надежды» А. П. Петрова,  хореография И. Д. Бельского — вариация «Отчаяние»
- 1964 — «В порт вошла „Россия“» В. П. Соловьёва-Седого, хореография К. М. Сергеева  — Каролина
- 15 июня 1965 — «Жемчужина» Н. С. Симонян,  хореография К. Ф. Боярского  — Хуана
- 1968 — «Орестея» Ю. А. Фалика, хореография  Г. Д. Алексидзе  — Клитемнестра
- 1970 — «Гамлет» Н. П. Червинского,  хореография К. М. Сергеева  — Гертруда
- 1972 — «Зачарованный принц» («Принц пагод») Б. Бриттена, хореография О. М. Виноградова  — принцесса Колючка
- 1974 — «Блудный сын» С. С. Прокофьева, хореограф Май Мурдмаа — Красавица

Концертный репертуар
Из балета «Хореографические миниатюры» Л. В. Якобсона
- «Встреча» на музыку Б. Кравченко
- «В порту»

Роли в кино
- 1964 — «Спящая красавица» —  Фея Смелости
- 1966 — «Ленинградский балет» (документальный фильм)
- 1966 — «Симфония фонтанов» (телефильм-концерт)

## Звания
- 1962  — Лауреат Всемирного фестиваля молодёжи и студентов (Хельсинки)
- 26 декабря 1963  — Заслуженная артистка РСФСР
- 9 февраля 1967  — Народная артистка РСФСР [1]